# The Who
Ху (енгл. The Who) је енглеска рок група која се прославила шездесетих година да би данас достигла статус једне од највећих рок група свих времена. Оригиналну поставу, која је стварала и наступала између 1964. и 1978. године, чинили су певач Роџер Далтри, гитариста и пратећи вокал Пит Таунсенд, басиста и пратећи вокал Џон Ентвисл и бубњар Кит Мун.
Изузев два периода неактивности (од 1983. до 1989. и од 1990. до 1996), чланови групе су наставили са живим наступима.
Познати по динамичним и необузданим концертима и по својој мисаоној и уметничкој музици, чланови групе такође су познати као пионири рока, популаришући, под вођством Пита Таунсенда, а заједно са својим савременицима, групом Кинкс, гитаристичку технику моћних акорда те рок оперу (најпознатија је Томи). Њихови најранији "мод" албуми са кратким агресивним поп песмама, Таунсендове препознатљиве гитаристичке соло деонице, експлозивни бубњарски допринос Кита Муна те стално враћање тематици младалачког бунтовништва и романтичарске несигурности најзначајнији су допринос настанку панк рока и пауер попа, а групи су прибавили ласкаву титулу „кумова панка“. Група је у својим почецима била позната по својим аутодеструктивним наступима на којима су, како се концерт приближавао крају, уништавали своје инструменте (а у чему су предњачили озлоглашени и неукротиви бубњар Мун те сам Таунсенд, чије ће разбијање гитаре о звучнике и о под бине постати једно од општих места рокенрол иконографије.) 
Група „Ху“ налази се на 8. месту топ-листе кабловске телевизије VH1's "100 највећих хард рок уметника“ а на 9. месту листе "100 највећих рокенрол уметника“ исте телевизије. Од модса, преко рок опере, до хард рокера - група „Ху“ је, по мишљењу многих, најозбиљнији кандидат у борби за титулу највећег рокенрол бенда на свету. - Текст о групи „Ху“ у Рокенрол кући славних.
Два жива члана групе, Пит Таунсенд и Роџер Далтри, примили су 2008. године награду Кенеди центра, коју им је уручио
председник Џорџ В. Буш.

## Чланови

### Садашњи чланови
- Пит Таунсенд – главни композитор, гитара, певач (1962-до данас)
- Роџер Далтри – главни певач, друга гитара (1962-до данас)

### Бивши чланови
- Џон Ентвисл – други композитор, бас, хорне, певач (1962—2002) (преминуо)
- Кит Мун – бубњеви (1964—1978) (преминуо)
- Кени Џоунс – бубњеви (1979—1988)

### Актуелна концертна постава
- Џон „Рабит“ Бандрик – клавијатуре (1979—1981, 1989-до данас)
- Зак Старки – бубњеви (1996-до данас)
- Сајмон Таунсенд – друга гитара (1996—1997, 2002-до данас)
- Пино Паладино – бас (2002-до данас)

### Званични сајтови
- The Who Tour званични концертни сајт групе Ху
- Pete Townshend Архивирано на веб-сајту  (30. новембар 2012) званична главна страна Пита Таунсенда
- John Entwistle званична главна страна Џона Ентвисла

### Интернет странице обожавалаца групе Ху
- Ху форум Новости о групи и дискусиони форум
- The Boy Who Heard Music.com Сајт посвећен Питу Таунсенду и групи Ху
- Видео записи са концерата
- WhoAreYou Архивирано на веб-сајту  (3. децембар 2010) Највећи форум на Јахуу посвећен групи Ху